# Ibn Zuhr
Abū Marwān ʿAbd al-Malik ibn Zuhr, häufig nur Abū Marwān ibn Zuhr oder kurz Ibn Zuhr oder Ibn Zohr (ابن زهر) genannt (arabisch أبو مروان عبد الملك بن زهر, DMG Abū Marwān ʿAbd al-Malik b. Zuhr), latinisiert Avenzoar, Abhomeron und Abumeron (* um 1092 in Peñaflor/Provinz Sevilla in Spanien; † 1161 in Sevilla), war ein andalusischer, arabischschreibender Arzt, Chirurg und Lehrer.

## Leben
Ibn Zuhr wurde bei Sevilla (Išbīliya) in eine berühmte Arztfamilie geboren. Unter Kalif Abd al-Mu'min war er als Minister tätig. Sein berühmtes Werk Kitāb at-Taisīr fī l-mudāwāt wa-t-tadbīr (Buch der Vereinfachung/Wegbereitung von Therapie und Diätetik) hatte großen Einfluss auf die Chirurgie. Er verbesserte das chirurgische und medizinische Wissen, indem er unterschiedliche Krankheiten und ihre Behandlung erforschte. So wies er nach, dass die Scabies durch Parasiten („animalcula tam parva, ut vix visu perspiciaci discerni valeant“) verursacht wird und erprobte chirurgische Verfahren in Tierversuchen, bevor er sie am Menschen anwandte. Ibn Zuhr, ein selbständiger Praktiker, der die hippokratische Therapie anwandte, erprobte die künstliche Ernährung mittels einer Magensonde oder auch mittels eines Nährklistiers. Das Instrument dafür war eine Tierblase, an die ein silbernes Röhrchen angebracht wurde. Avicennas Kanon der Medizin bezeichnete er in einer Abhandlung über die Widerlegung Abū ʿAlī ibn Sinās als wertlos.
Die Universität Ibn Zohr in Agadir ist nach ihm benannt.
Die Enkelin und die Urenkelin von Ibn Zuhr waren im islamischen Spanien Ärztinnen, die Zutritt zu den Frauen des Kalifen hatten.

## Schriften
- Lateinische Übersetzung: Liber Teisir, sive, Rectificatio medicationis et regiminis des Paravicius nach hebräischer Übersetzung des Jakob von 1280
  - Ausgabe Venedig 1490, Digitalisat BSB München
  - Ausgabe Venedig 1497 bei Otinus de Luna, hrsg. von Hieronymus Surianus, Digitalisat Qatar Foundation, Heritage Library.
  - Ausgabe Venedig 1497, Digitalisat BSB München
  - Ausgabe Venedig 1554, hrsg. von Luceantonio Giunta, Digitalisat GDZ Göttingen.